# Denka Big Swan Stadium
Denka Big Swan Stadium (též Big Swan či デンカビッグスワンスタジアム) je víceúčelový stadion sloužící zejména pro fotbal a atletiku v Niigatě. Pojme 42 300 diváků. Kromě toho stadion slouží jako kulturní zařízení s možností pořádání koncertů. Tento stadion využívá při koncertních turné mnoho zpěváků a hudebníků.  Domácí zápasy zde hraje fotbalový klub Albirex Niigata.
Stadion byl postaven v roce 2001 při příležitosti Mistrovství světa ve fotbale 2002, které se konalo v Japonsku a Jižní Koreji. Náklady na stavbu činily 269 milionů €. 
Jeho přezdívka „Velká labuť“ pochází z jeho tvaru a barvy, která připomíná křídla tohoto ptáka. V roce 2007 koupila společnost Tohoku Electric Power práva na název stadionu Niigata Stadium za 120 milionů €EUR ročně, čímž se stadion proměnil jako stadion „Big Swan Stadium Tohoku Denryoku“. V září 2013 koupila firma Denki Kagaku Kogyo (Denka) práva na jmenování za 70 milionů €EUR ročně a stadion byl v dohodě přejmenován jako „Denka Big Swan Stadium“.